# Bruno Durand
Pour les articles homonymes, voir Durand.
Bruno Durand, né le 28 mai 1890 à Aix-en-Provence et mort le 8 novembre 1975 à Saint-Marc-Jaumegarde, est un poète provençal d'expression occitane et un félibre, qui fut également archiviste, bibliothécaire, historien et linguiste.

## Biographie
Issu d'une famille provençale de notables, Bruno Durand est le fils de Marius Durand, avocat au barreau d'Aix-en-Provence et le petit-fils d'un juge de paix d'Aix-en-Provence. Du côté de sa mère, Marguerite de Bresc, il est le petit-fils de Louis de Bresc (1834-1911) auteur de l'Armorial des communes de Provence  et le petit-neveu de l'historien et poète Léon de Berluc-Pérussis (1835 à 1902), majoral du Félibrige. Il voit le jour le 28 mai 1890 au no 31 de la rue du Quatre Septembre, à Aix-en-Provence. 
En 1912, il obtient une licence en droit à la Faculté de droit d'Aix-en-Provence et fonde avec trois amis la revue Les Quatre Dauphins (en référence à une place du quartier Mazarin à Aix-en-Provence). L'année suivante, lors des Jeux floraux (Grand Jo flourau setenàri), joutes littéraires organisées tous les sept ans par le Félibrige, Bruno Durand remporte le titre de grand lauréat pour son recueil de poèmes Lis Alenado dou Garagai. Frédéric Mistral lui décerne en personne ce titre.
En 1917, Bruno Durand est diplômé archiviste-paléographe de l'École des chartes, avec une thèse sur la vie municipale  à Aix avant 1789.
De retour à Aix-en-Provence, il publie des articles notamment dans la revue Le Feu. Il écrit aussi des recueils de poèmes comme La fontaine d'argent paru en 1920 et des nouvelles (Le calendrier sentimental, etc.). Avec André Bouyala d'Arnaud, il fonde la maison d'édition Sextia qui publie entre autres une traduction des Pensées de Sophocle (1920).
De 1921 à 1934, Bruno Durand est archiviste  au service historique de la Marine à Toulon où il rédige plusieurs inventaires. Puis, il devient conservateur-adjoint à la Bibliothèque Méjanes à Aix-en-Provence, qu'il dirigera de 1936 à 1958.

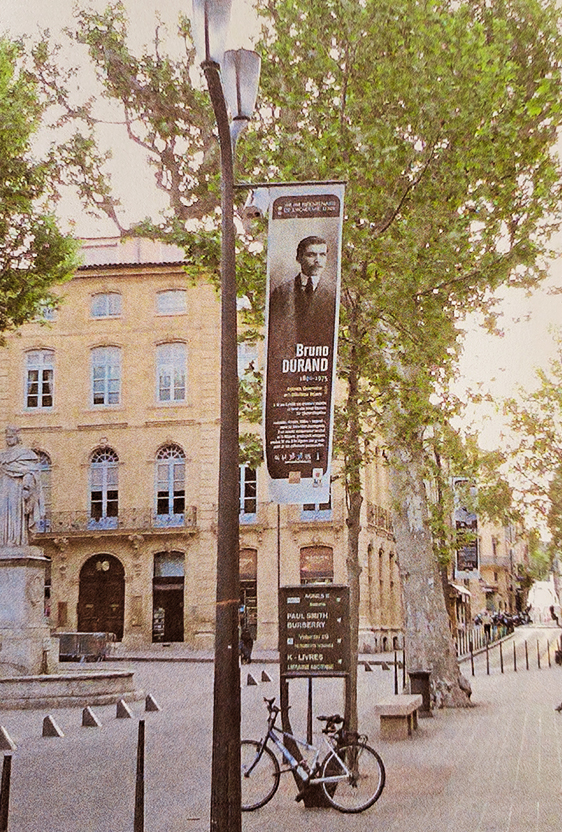
Calicot à l'effigie de Bruno Durand (Bicentenaire de l'Académie d'Aix en 2008)

En 1923, il publie une Grammaire provençale au succès tel qu'une sixième réédition en est publiée en 1983, soit soixante ans plus tard.
En 1930, son recueil de poèmes Petite suite corse est publié aux éditions Le Feu. 
En 1937, Il est élu Majoral du Félibrige (Felibre majourau, sorte d'académicien de langue occitane). En 1944, Bruno Durand devient membre de l'Académie d'Aix-en-Provence.
Maire de Saint-Marc-Jaumegarde pendant l'Occupation, Bruno Durand est ensuite conseiller municipal de mars 1959 à sa mort. Par deux fois, il refuse la Légion d'honneur qui lui est proposée, considérant qu’il n'a toujours fait que son devoir.
En 1955, il édite la Correspondance de Frédéric Mistral et Léon de Berluc-Pérussis 1860-1902. En 1974, il fait paraître la bibliographie de Joseph d'Arbaud : Joseph d'Arbaud, 1874-1950,  sa vie, son œuvre.

Bruno Durand meurt à Saint-Marc-Jaumegarde le 8 novembre 1975, à l'âge de 85 ans

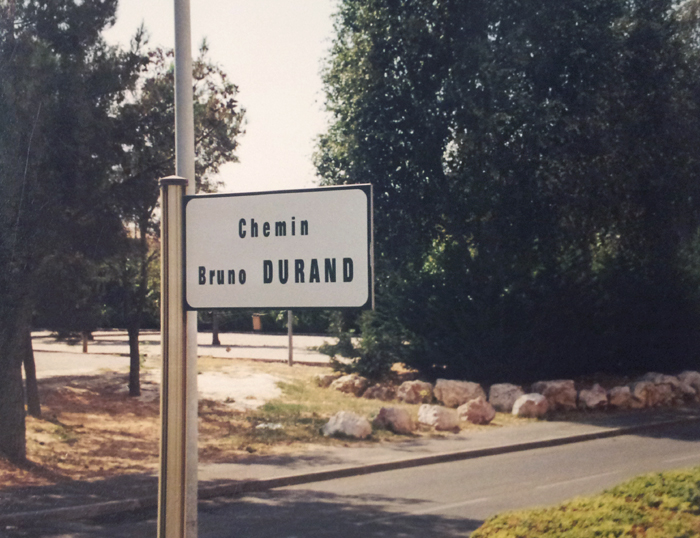
Chemin Bruno Durand à Aix-en-Provence

## Publications
Bruno Durand est l'auteur de nombreuses œuvres poétiques en provençal, en français et en latin. Il a également écrit aussi plusieurs ouvrages sur la linguistique de la langue d'oc : Étude sur l'orthographe de la langue occitane  (1922), Les Lettres provençales : la langue provençale en Provence de Louis XIV au felibrige (1925)

### Recueils linguistiques
- Grammaire provençale, Aix-en-Provence en 1923, 6e édition 1983 Marseille

### Recueils historiques et bibliographies
- Correspondance de Frédéric Mistral et Léon de Berluc-Pérussis, 1860-1902, Gap, 1955
- Sainte Victoire dans l'histoire et dans la légende, Cavaillon, 1965
- Luc de Clapiers marquis de Vauvenargues et son temps, 1966, réédité à Paris en 2012
- Joseph d'Arbaud 1874-1950 sa vie, son œuvre, 1974

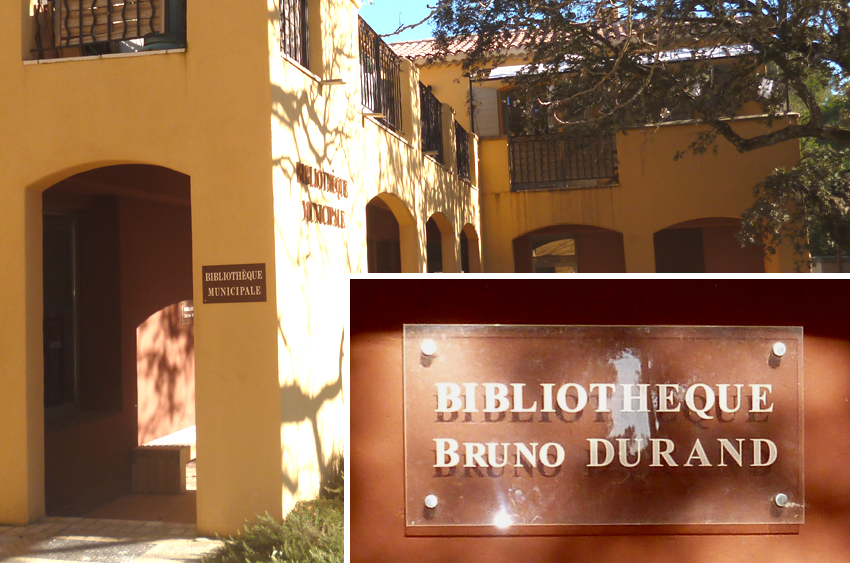
Bibliothèque municipale de St-Marc-Jaumegarde Bruno Durand

### Recueils poétiques
- Lis alenado dòu Garagaï, poèmes provençaux, 1913 (grand prix des Jeux Floraux septénaires du Félibrige)
- Petite suite corse, poèmes, édition Le Feu, 1930
- Lou Camin Roumieu. prouvençalo Recuei de Trobo (La Voie romaine. Recueil de poésies provençales), Aix-en-Provence 1958
- Lou Lougis de la Juno. prouvençalo Recuei de Trobo. (Le Logis de la lune. Recueil de poésies provençales), Marseille 1962
- Li Soulòmi e li Soulas. prouvençalo Recuei de Trobo. (Les Plaintes Et Les consolations. Recueil de poèmes provençaux), Cavaillon 1965
- Le Cyprès et l'olivier, Cavaillon, 1975

### Recueils de nouvelles
- Le calendrier sentimental, contes aixois, édition Le Feu, 1920

## Postérité
- Le prix de l'académie d'Aix-en-Provence sur un sujet provençal porte le nom de Bruno Durand
- un chemin situé à d'Aix-en-Provence porte le nom de Bruno Durand
- La bibliothèque municipale de Saint-Marc-Jaumegarde porte le nom de Bruno Durand